# Zdrojowy Teatr Animacji
Zdrojowy Teatr Animacji im. Bogdana Nauki – jeden z trzech teatrów lalkowych na Dolnym Śląsku, założony w 1976. Jego siedzibą jest XIX-wieczny budynek Teatru Zdrojowego w Jeleniej Górze, w Cieplickim Parku Zdrojowym. Obecną nazwę zyskał po oddzieleniu się od Teatru Jeleniogórskiego. Przymiotnik „zdrojowy” został dodany ze względu na siedzibę teatru. 
Teatr zajmuje się głównie produkcją spektakli lalkowych dla dzieci i rozwojem kultury w dzielnicy Cieplice. Jest organizatorem Wiosny Cieplickiej i koncertów w Parku Zdrojowym. Organizuje również warsztaty teatralne dla dzieci w wieku szkolnym.

## Historia teatru
Jeleniogórski Teatr Animacji został założony 1 października 1976 w Jeleniej Górze przez wrocławskiego aktora Andrzeja Dziedziula i początkowo działał jako Scena Lalkowa przy Jeleniogórskim Towarzystwie Społeczno–Kulturalnym. Zajmował wtedy dwa pokoje na parterze przy ulicy Michała Drzymały 34, gdzie mieściły się garderoby, sala prób i gabinet dyrektora i kierownika artystycznego. Spektakle grano w siedzibie fundacji kultury – klubie „Gencjana” przy ul. Wolności 258 w Cieplicach Zdroju i klubie „Iskra” przy ul. Grunwaldzkiej 1. 
5 grudnia 1976 pierwszą premierą była baśń według Hansa Christiana Andersena Kto się boi Królowej Śniegu w reżyserii Andrzeja Dziedziula (scenografię zaprojektowała Maria Królikowska–Zięborak, a muzykę skomponował Zbigniew Karnecki), który grał i reżyserował do 1980. Wystawił tu 10 spośród 14 przedstawień, w tym Ach losie okrutny (1977), Jarmark kuglarzy (1977), Pan Drops i jego trupa Jana Brzechwy (1978), Niebieski piesek Gyuli Urbána (1978), O straszliwym smoku i dzielnym szewczyku, przepięknej królewnie i królu Gwoździku Marii Kownackiej (1978), Szczęśliwy motyl Ireny Jurgielewiczowej (1979), Czarodziejski młyn Aliny i Jerzego Afanasjewów (1979) i Tomcio Paluch Jerzego Zaborowskiego (1980).
W 1980 dyrektorem naczelnym i artystycznym Teatru Animacji został Janusz Ryl-Krystianowski, lalkarz z rodziny o takich właśnie tradycjach, reżyser, aktor, autor sztuk, pedagog, oryginalny i poszukujący twórca. Teatr miał swoją siedzibę miał przy ul. Drzymały 2, nie miał własnej sceny, występował w objeździe na scenach Dolnego Śląska, w tym Teatrze im. Cypriana Kamila Norwida w Jeleniej Górze za dyrekcji Aliny Obidniak. 12 lutego 1981 wojewoda jeleniogórski Maciej Szadkowski podpisał akt o utworzeniu Państwowego Teatru Animacji. Od roku 1982 teatr otrzymał własny budynek przy ul. Wolności 159, gdzie mieścił się sekretariat, gabinet dyrektora, administracja, pracownia artystyczna, a także mieszkania dla pracowników teatru, oraz przejął lokal klubu „Kosmos” (wcześniej mieściła się tu sala ćwiczeń orkiestry zakładowej MPK) przy ul. Wolności 163 na swoją siedzibę, gdzie była scena wraz z widownią, szatnią i garderobami.
Janusz Ryl–Krystianowski wypracował odrębny styl teatralny, stworzył sprawny zespół aktorski i zmienił postrzeganie teatru lalkowego w Polsce. W Państwowym Teatrze Animacji zrealizował spektakle: Tygrys Pietrek Hanny Januszewskiej (1980), Maski mistrza Fantastki Zofii Nawrockiej (1981), Czimi Borisa Arpiłowa (1982), Przygody Tomka z dziurą w bucie Aarona Judaha (1982), Tymoteusz Rymcimci Jana Wilkowskiego (1982), Pułapka, czyli rzecz o względności Tadeusza Słobodzianka (1983), Jaś i Małgosia Jana Brzechwy (1984), Klonowi bracia Eugeniusza Szwarca (1984) w scenografii Jana Zielińskiego, O straszliwym smoku i dzielnym szewczyku, przepięknej królewnie i królu Gwoździku Marii Kownackiej (1984), Pierścień i róża Williama M. Thackeraya (1987), O chłopie, co wszystkich zwodził Leona Moszczyńskiego (1989) oraz swojego autorstwa – pod pseudonimem Maria Joterka Szałaputki (1989) i Smok i sok (1989). 
W marcu 1987, w Telewizyjnym Festiwalu Widowisk Lalkowych spektakl Jaś i Małgosia zdobył drugą nagrodę (pierwszej nie przyznano). W maju 1989 na III Ogólnopolskim Spotkaniu Teatrów Lalkowych w Białymstoku, organizowanym przez Białostocki Teatr Lalek, jeleniogórskiego Jasia i Małgosię okrzyknięto objawieniem na polskiej scenie lalkowej. Był to pierwszy w Polsce spektakl interaktywny dla dzieci, a Państwowy Teatr Animacji otrzymał Nagrodę Ministra Kultury i Sztuki.
Za dyrekcji Krystianowskiego w wynajętych salach, domach kultury, szkołach i przedszkolach grano klasyczne spektakle lalkowe i przedstawienia dla dorosłych, w tym Bajki pana Bajarza Jiříego Středy (1985) w reż. Henryka Pijanowskiego, Noc Walpurgi autorstwa i w reż. Jana Dormana (1986), Bułanek Henryka Sapgira (1986) w reż. Włodzimierza Dobromilskiego i Koziołek Matołek Kornela Makuszyńskiego (1987) w reż. Zdzisława Reja.
W latach 1989–1994 Państwowym Teatrem Animacji kierował aktor Andrzej Kempa, który wyreżyserował spektakle: Uwiedziony Jeremiego Przybory (1987), Były sobie świnki trzy Łyczezara Stefanowa (1991), Doktor Dolittle i jego zwierzęta Hugh Loftinga (1991), Ferdynand Wspaniały Ludwika Jerzego Kerna (1991) i Bajka o maszynie cyfrowej, co ze smokiem walczyła Stanisława Lema (1993), a także w jego przekładzie wystawiono Rycerza z Krainy Nadziei Albiny Pietuchowej (1994). Ponadto zagrał Pana K., ciekawego teatru człowieka w sztuce Marionetka (1990) na podstawie Traktatu o marionetkach Heinricha von Kleista w reż. Henryka Tomaszewskiego, a w plenerowym widowisku opartym na motywach biblijnych wg Kurta Vonneguta i Ivana Chermayeffa Słońce. Księżyc. Gwiazda. w reż. Andrzeja Balla (1992) wcielił się w postać Adama.
W sezonie artystycznym 1990/1991 z teatrem związani byli Jadwiga Kuta i Tadeusz Kuta; wspólnie zrealizowali Proszę dzwonić (1991) z tekstami Antoniego Słonimskiego, Juliana Tuwima i Mariana Hemara.
W 1994 dyrekcję i kierownictwo artystyczne teatru objął Bogdan Nauka, polonista, teatrolog, kierownik literacki/asystent reżysera Wrocławskiego Teatru Lalek (1982–1994), wykładowca na wrocławskim wydziale lalkarskim PWST, gdzie przez rok pracował w dziale ksiąg dawnych. Podstawę repertuaru teatru nadal stanowiły bajki dla dzieci i okazjonalne spektakle dla dorosłych. Ważną pozycję w repertuarze były widowiska plenerowe, najczęściej związane z historią regionu w reżyserii Bogdana Nauki, jak: Z życia smoków (1996) w scenografii Edwarda Lutczyna, Legendy zamku Chojnik. Epos rycerski niezwykle komiczny (1998), Wielki teatr legend Karkonoszy (1999), Aqua sanitata (2000), Cała prawda o Rzepiórze (2000) czy Hofmamania (2001). 
W 2000 aktorzy–lalkarze przenieśli się do XIX–wiecznego teatru dworskiego w parku w Cieplicach (dzielnicy Jeleniej Góry), ufundowanego przez rodzinę Schaffgotschów. Wówczas obiekt był bardzo zaniedbany. Budynek wybudowano w 1836 w stylu klasycystycznym, według projektu Alberta Tollberga. Wnętrze budynku wykonane jest z drewna, w tym także mechanizmy sceniczne. Unikatem w regionie jest nachylona ku publiczności scena i niezwykła akustyka. Podczas remontu na balustradzie balkonu widowni odkryto oryginalne zdobienia z 1837. Są to piękne tapiserie (to rodzaj ozdobnej tapety wykonanej na tkaninie), na których przedstawiono srebrne gryfy na błękitnym tle. Zdobienia zachowały się na całej długości balustrady. Konserwatorzy zajęli się też sufitem nad widownią. Pod zdobieniami wykonanymi w latach 30. ubiegłego stulecia odkryto na plafonie oryginalne malunki. Na widowni z jednym balkonem może zasiąść do 200 widzów. W 2007 rozpoczęła się rozbudowa budynku. Teatr zyskał nowe zaplecze: garderoby, sale prób, pomieszczenia administracyjne i foyer. 
W latach 2002–2008 instytucja była połączona z Teatrem im. Norwida w Teatr Jeleniogórski: Scenę Dramatyczną i Scenę Animacji. Od 1 stycznia 2009 do nazwy teatru dodano przydomek „Zdrojowy” i zmieniono nazwę na Zdrojowy Teatr Animacji. 
Po śmierci Bogdana Nauki, funkcję dyrektora przejęła Małgorzata Nauka. Od 20 marca 2022 Bogdan Nauka został patronem Zdrojowego Teatru Animacji.
Zdrojowy Teatr Animacji występował na scenach międzynarodowych, w tym w Austrii, Belgii, Chorwacji, Czechach, Finlandii, Francji, Izraelu, Japonii, Niemczech, Ukrainie i we Włoszech, .

## Dyrektorzy
- 1976–1980: Andrzej Dziedziul (ur. 31 sierpnia 1939 w Wilnie, zm. 4 maja 1988 w Sztokholmie w wieku 49 lat)
- 1980–1989: Janusz Ryl-Krystianowski, ps. Maria Joterka (ur. 22 marca 1943 w Domaczewie, zm. 15 października 2020 w wieku 77 lat)
- 1989–1994: Andrzej Kempa (ur. 4 września 1946, zm. 4 kwietnia 2010 w Jeleniej Górze w wieku 64 lat)
- 1994–2020: Bogdan Nauka (ur. 7 grudnia 1957 w Brzegu, zm. 20 listopada 2020 w Jeleniej Górze w wieku 62 lat)
- od 2020: Małgorzata Nauka (z domu Szczygieł; ur. 14 października 1958 we Wrocławiu)

## Nagrody
- 1985: Opole – XI Ogólnopolski Festiwal Teatrów Lalek – nagroda za spektakl Jaś i Małgosia Jana Brzechwy w reż. Janusza Ryla-Krystianowskiego[8]
- 1987: Warszawa – XVI Telewizyjny Festiwal Widowisk Lalkowych dla Dzieci – II nagroda (pierwszej nie przyznano) dla najlepszego przedstawienia Jaś i Małgosia Jana Brzechwy w reż. Janusza Ryla-Krystianowskiego na XVI Telewizyjnym Festiwalu Widowisk Lalkowych dla Dzieci
- 1987: Opole – XIII Ogólnopolski Festiwal Teatrów Lalek – nagroda za reżyserię, scenografię, muzykę i zespołowa aktorska w spektaklu Koziołek Matołek Kornela Makuszyńskiego w reż. Zdzisława Reja[8]
- 1989: Białystok – Nagroda Ministra Kultury i Sztuki na III Ogólnopolskim Spotkaniu Teatrów Lalkowych za spektakl Jaś i Małgosia Jana Brzechwy w reż. Janusza Ryla-Krystianowskiego
- 1994: Szczecin – XXIX Ogólnopolski Przegląd Teatrów Małych Form „Kontrapunkt” – Wielka Nagroda Publiczności, Nagroda im. Kazimierza Krzanowskiego za spektakl Szafa w reż. Andrzeja Balla[8]
- 1994: Chorwacja – Międzynarodowy Festiwal Teatrów Lalkowych – III miejsce za spektakl Szafa w reż. Andrzeja Balla[8]
- 1994: Jelenia Góra – Srebrny Kluczyk w plebiscycie na najpopularniejszych jeleniogórskich aktorów tygodnika „Nowiny Jeleniogórskie” dla Honoraty Magdeczko–Capote
- 1995: Jelenia Góra – Srebrny Kluczyk w plebiscycie dla Honoraty Magdeczko–Capote
- 1995: Jelenia Góra – Wytrych – nagroda dziennikarzy za niekonwencjonalne widzenie teatru zaprezentowane w autorskich spektaklach Szafa i Duch Gór dla Andrzeja Balla
- 1997: Jelenia Góra – Srebrny Kluczyk w plebiscycie popularności „Nowin Jeleniogórskich” dla Małgorzaty Kruby–Barej
- 1997: Chojnice – III Fiesta Teatralna im. Eugeniusza Mikołajczyka – nagroda publiczności Srebrna Maska Pierrota za przedstawienie Z życia smoków w reż. Bogdana Nauki[8]
- 1998: Jelenia Góra – Srebrny Kluczyk w plebiscycie popularności „Nowin Jeleniogórskich” dla Lidii Lisowicz
- 2006: Jelenia Góra – Dyplom Honorowy Aliny Obidniak dla Sławomira Mozolewskiego za występ w spektaklu Dekameron Giovanniego Boccaccia w reż. Petra Nosálka
- 2006: Jelenia Góra – Srebrny Kluczyk w kategorii najlepszy spektakl – Dekameron Giovanniego Boccaccia w reż. Petra Nosálka
- 2013: Jelenia Góra – Srebrny Kluczyk w kategorii najlepszy spektakl – Mała Syrenka Hansa Christiana Andersena w reż. Bogdana Nauki[9]
- 2014: Jelenia Góra – Dyplom Honorowy Aliny Obidniak za spektakl Tylko jeden dzień Martina Baltscheita w reż. Agaty Kucińskiej
- 2015: Jelenia Góra – Srebrny Kluczyk w kategorii zjawisko kulturotwórcze dla Diany Jonkisz
- 2016: Jelenia Góra – Srebrny Kluczyk w kategorii najlepszy spektakl – Królowa Śniegu wg Petra Nosálka w reż. Bogdana Nauki
- 2019: Jelenia Góra – Srebrny Kluczyk w kategorii najlepszy spektakl – Kot w butach Jana Brzechwy w reż. Bogdana Nauki
- 2020: Jelenia Góra – Srebrny Kluczyk w kategorii najlepszy spektakl – Kto się boi Pani Eś Marty Guśniowskiej w reż. Punch Mamy (Laury Słabińskiej)
- 2020: Jelenia Góra – Gwiazda Szeryfa Praw Dziecka UNICEF dla Zuzanny Łuczak za działania przynoszące dzieciom radość; rolę wesołego i pełnego radości życia kota w inscenizacji Kot w butach, kreację sympatycznej królewny Sosenki w przedstawieniu Królewna z drewna oraz postać wzbudzającej zaufanie i sympatię królewny Alicji w spektaklu Cień bestii[10]
- 2023: Jelenia Góra – Nagroda przyznana przez młodych widzów i portalik24.pl dla Lidii Lisowicz za barwną i wyrazistą tytułową kreację i Emila Musialskiego za udany debiut teatralny – rolę koniuszego Lo w spektaklu Cesarz autorstwa i w reż. Freda Apke[11]
- 2024: Wrocław – Nagroda Artystyczna Marszałka Dolnośląskiego za wybitne osiągnięcia w dziedzinie kultury dla Jacka Maksimowicza[12]
- 2024: Będzin – II Międzynarodowy Festiwal Teatrów Lalkowych „Klasyka Od-Nowa” – nagroda za reżyserię, „za przypomnienie tradycyjnego rzemiosła reżyserskiego i konwencji maskowej” dla Krzysztofa Grębskiego, nagroda za rolę Posterunkowego Głąbińskiego dla Doroty Fluder–Głowackiej i nagroda specjalna ZASP za rolę Doskiwierusa w spektaklu Rozbójnik Hotzenplotz w reż. Krzysztofa Grębskiego[13]